# Helidrom Monaco
Helidrom Monaco (IATA: MCM, ICAO: LNMC) nalazi se u četvrti Fontvieille u Kneževini Monaku.

## Smještaj
Helidrom je smješten na samoj obali Sredozemnog mora u blizini nogometnog stadiona Louisa II. Slijetanja i polijetanja vrše se samo s morske strane. Letovi do 20 km udaljene Zračne luke Nice Côte d'Azur u Francuskoj odvija se duž obale. Helidrom je povezan autobusnim linijama Compagnie des Autobus de Monaco (CAM). 

## Uporaba
Helidrom uglavnom rabe helikopterski operateri kao što su Heli Air Monaco i Monacair.

## Vanjske poveznice
- http://www.heliairmonaco.com/